# 曾穎彤
曾穎彤（英語：Nette Tsang），九龍角落副主席，「陸客逼爆九龍城關注組」發言人。

## 從事地區工作
「陸客逼爆九龍城關注組」聯同九龍西立法會議員毛孟靜召開記者會，九龍角落海心社區主任曾穎彤認為過量遊客到紅磡觀光使居民日常生活受影響，無法改善區內旅遊業而引起的問題，公布發起「陸客逼爆土瓜灣 居民生活要安寧」社區大遊行。民間組織促政府每日限團數目。